# Trichosalpinx vagans
Trichosalpinx vagans là một loài thực vật có hoa trong họ Lan. Loài này được (Garay & Dunst.) Luer miêu tả khoa học đầu tiên năm 1983.